# 艾利洛·李爾
艾利洛·羅拔·李爾（英語：Elliot Robert Lee，1994年12月16日—）是一名英格蘭職業足球員，現時效力英格蘭足球全國聯賽球會雷克斯汉姆，司職前鋒。

## 球員生涯

### 韋斯咸
艾利洛·李爾在英格蘭達拉謨出生。他是韋斯咸青訓產品，於2011年首次在預備組上陣，2012年簽約成為職業足球員。他於2013年1月1日首次成為韋斯咸對諾域治的比賽陣容的球員，但是並未上陣。李爾終於在2013年1月16日首次為韋斯咸在正式比賽上陣，他於78分鐘入替列卡度·華斯迪，但是韋斯咸仍以1-0在足總杯第3輪重賽在奧脫福球場慘敗給曼聯。
2013年8月12日，艾利洛·李爾在韋斯咸預備組對阿士東維拉U21的比賽中在上半場射入兩個入球。同年8月31日，他首次為韋斯咸在英超聯賽上陣於88分鐘入替穆罕默德·迪亞美在主場以1-0擊敗史篤城。三個星期後，艾利洛·李爾在預備組比賽中對陣紐卡素預備組的比賽中上演帽子戲法以5-4作客取勝。他在這賽季為預備組射入11球。
艾利洛·李爾於2014年8月5日為預備組上陣對戰議會聯賽胡京的友誼賽中射入另一個帽子戲法，艾利洛·李爾亦在聯賽杯亙射十二碼的情況下被錫菲聯打敗的比賽中作為未上陣的替補球員，他在同一天獲得主隊球衣號碼"36"。

### 高車士打
2013年10月22日，艾利洛·李爾以借用合約加盟高車士打，為期一個月。他為高車士打射入的唯一入球是在11月2日對戰洛達咸的作客賽事中在下半場補時階段射入，當時洛達咸領先2-1，艾利洛·李爾頭槌攻門射中門楣後過了底線，扳平2-2。他上陣四次及入了這一球後於11月21日回到韋斯咸。

### 修安聯
2014年10月31日，艾利洛·李爾以三個月借用形式加盟修安聯。在簽約修安聯數小時後，艾利洛·李爾腿筋受傷，只好回到韋斯咸治療。同年11月5日艾利洛·李爾證實至少需要養傷兩個月。他的借用在11月6日被取消，回到他的母會韋斯咸。

### 盧頓
2015年2月19日，艾利洛·李爾以一個月借用形式加盟盧頓。艾利洛·李爾李選擇穿上38號球衣以紀念他的韋斯咸前隊友已逝世的38號球員戴倫·湯比迪斯。兩天後，他首次為盧頓上陣，在64分鐘入替安祖德利，並於4分鐘後為盧頓入球，可惜盧頓作客仍以3-2慘敗給AFC溫布頓。2015年3月24日，艾利洛·李爾在主場以2-3敗給韋甘比的比賽中梅開二度。入球後他露出一件印有戴倫·湯比迪斯照片的衫，表示這入球是向他致敬。第二天他與盧頓的借用合約延長至2014-15賽季結束。盧頓領隊還說："艾利洛·李爾一直對我們來說十分重要，我們很高興他能效力並在這個賽季餘下的比賽上陣。”

## 個人生活
艾利洛·李爾是前紐卡素和英格蘭國家隊中場羅拔·李爾的兒子。他的哥哥奧利·李爾與艾利洛·李爾一樣出身於韋斯咸，現效力於伯明翰。他曾經在雅息士郡的布倫特伍德學校上學。

## 外部連結
足球数据库：艾利洛·李爾的球员统计数据